# Валье-де-Браво
Валье-де-Браво (исп. Valle de Bravo) — город и административный центр одноимённого муниципалитета в мексиканском штате Мехико. Численность населения, по данным переписи 2010 года, составила 25 554 человека.

## История
Поселение было основано франсисканскими монахами в 1530 году, как Сан-Франсиско-Темаскальтепек. В 1842 году оно переименовывается в Вилья-дель-Валье, а в 1861 году в Валье-де-Браво.
В 1878 году Валье-де-Браво получает статус города.
В 2005 году Министерство туризма Мексики присваивает ему статус магического городка.

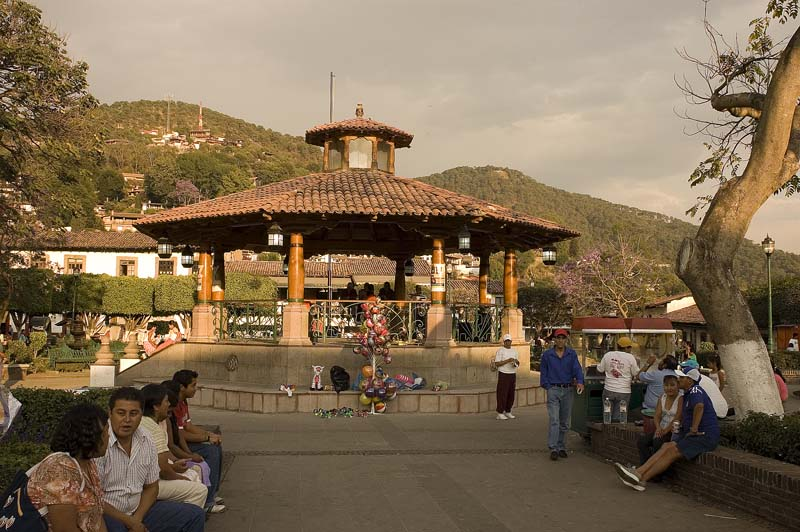
Городской парк